# Народен събор в Гайтаниново (1869)
Народният събор в Гайтаниново е среща на представители на българските общини в Неврокопско, Сярско, Драмско и Мелнишко, проведена на 6 декември 1869 година (Никулден), на която се взима решение за отказване от Цариградската патриаршия и се иска учредяване на българска църковна епархия.

## Участници
| Име                         | От          |
| --------------------------- | ----------- |
| 1. Илия Дуков               | Неврокоп    |
| 2. Никола Мандушев          | Неврокоп    |
| 3. Георги Костов            | Неврокоп    |
| 4. Никола Абаджиев          | Неврокоп    |
| 5. Стоян Шехинов            | Неврокоп    |
| 6. Никодим Марков           | Неврокоп    |
| 7. Стоил Полизоев           | Неврокоп    |
| 8. Никола Ковачевски        | Ковачевица  |
| 9. Атанас Грозданов         | Скребатно   |
| 10. поп Харитон Карпузов    | Либяхово    |
| 11. Георги Зимбилев         | Либяхово    |
| 12. Симеон Гърнев           | Либяхово    |
| 13. поп Иван Георгиев       | Лъки        |
| 14. Иван Сушицалията        | Мелник      |
| 15. Костадин Калиманцалията | Калиманци   |
| 16. Тодор Оланов            | Лехово      |
| 17. Димко Хаджииванов       | Горно Броди |
| 18. Илия Пасков             | Осиково     |
| 19. Захари Бояджиев         | Гайтаниново |
| 20. Коста Сарафов           | Гайтаниново |
| 21. Петър Сарафов           | Гайтаниново |
| 22. Никола Падарев          | Гайтаниново |
| 23. Георги Попиванов        | Волак       |

Основен организатор на събора е Илия Дуков, председателят на Неврокопската българска община. Реч произнася и Захари Бояджиев, български учител в Гайтаниново. След тържествената служба в гайтанинската църква е провъзгласено отказването от Патриаршията и искане за обединена българска Неврокопско-Мелнишка-Драмска-Сярска епархия с владика българин.